# Escola Técnica Superior de Arquitetura de Barcelona
Predefinição:Informação da Organização
L'A Escola Técnica Superior de Arquitetura de Barcelona, comumente denominada ETSAB, é, junto com a Escola Técnica Superior de Arquitetura de Vallés, uma unidade pública de ensino superior da Universidade Polítécnica da Catalunha. É considerada por muitos rankings como a melhor escola de arquitetura da Espanha e uma das mais tradicionais do continente europeu. Com grande reputação internacional se situa entre os dez melhores cursos de arquitetura em rankings mundiais. 

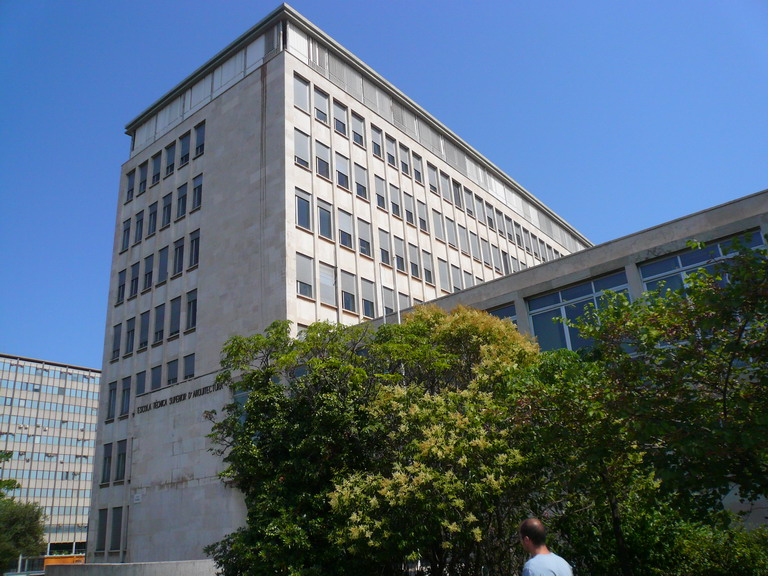
Edifício sede da instituição

## História
A instituição foi fundada em 1875 sob o título de Escola de Arquitetura da Província de Barcelona e recebeu, já nos seus primeiros anos de existência, alunos que se tornariam arquitetos importantes como Antoni Gaudí e Josep Puig i Cadafalch. 
Atualmente se localiza na Avenida Diagonal, 649 - Zona Universitária de Barcelona. A sede foi inicialmente estabelecida em 1961 e projetada por Josep Maria Segarra Solsona. Uma ampliação realizada em 1985 foi coordenada pelo arquiteto Josep Antoni Coderch e criou um anexo com salas de aula e espaços expositivos.

## Lista de diretores da ETSAB
| Període     | Director                               | Director |
| ----------- | -------------------------------------- | -------- |
| 1875-1889   | Elies Rogent i Amat                    |          |
| 1889-1900   | Francisco de Paula del Villar y Lozano |          |
| 1900-1901   | Lluís Domènech i Montaner              |          |
| 1901-1905   | Joan Torras i Guardiola                |          |
| 1905-1920   | Lluís Domènech i Montaner (*)          |          |
| 1920-1924   | Joaquim Bassegoda i Amigó              |          |
| 1924-1932   | Francesc Nebot                         |          |
| 1932-1938   | Alexandre Soler i March                |          |
| 1938-1939   | Josep Torres Clavé                     |          |
| 1939-1940   | Alexandre Soler i March (*)            |          |
| 1940-1953   | Francesc Nebot (*)                     |          |
| 1953-1960   | Amadeu Llopart                         |          |
| 1960-1968   | Robert Terradas i Via                  |          |
| 1968-1969   | Manuel de Solà-Morales i de Rosselló   |          |
| 1969-1972   | Leopoldo Gil i Nebot                   |          |
| 1972-1973   | Javier Carvajal Ferrer                 |          |
| 1973-1977   | Javier de Cárdenas Chavarri            |          |
| 1977-1980   | Oriol Bohigas i Guardiola              |          |
| 1980-1984   | Josep Muntañola                        |          |
| 1984-1991   | Fernando Juan Ramos Galino             |          |
| 1991-1994   | Santiago Roqueta i Matias              |          |
| 1994-1997   | Manuel de Solà-Morales i Rubió         |          |
| 1997-2001   | Eduard Bru i Bistuer                   |          |
| 2001-2008   | Jaume Sanmartí i Verdeguer             |          |
| 2008-2013   | Ferran Sagarra Trias                   |          |
| 2013-2017   | Jordi Ros Ballesteros                  |          |
| 2017-Actual | Félix Solaguren-Beascoa de Corral      |          |

(*) Permanece no cargo por mais de um mandato

## Imagens

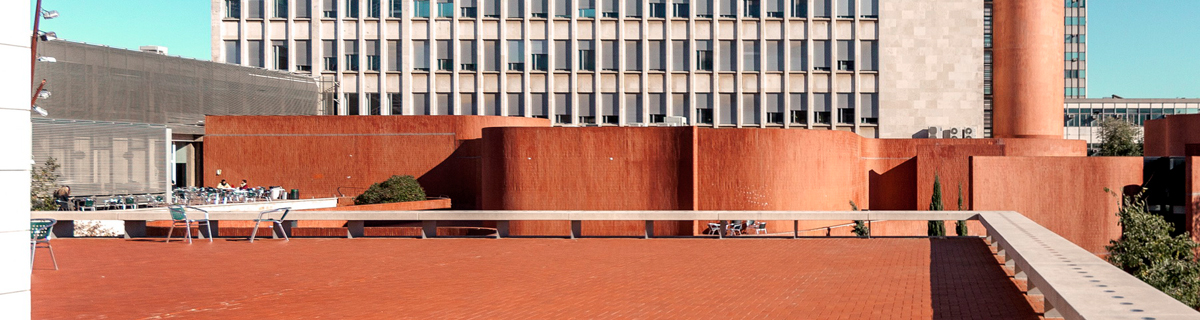
Ao fundo, edifício de 1961. Em primeiro plano edifício de 1985.
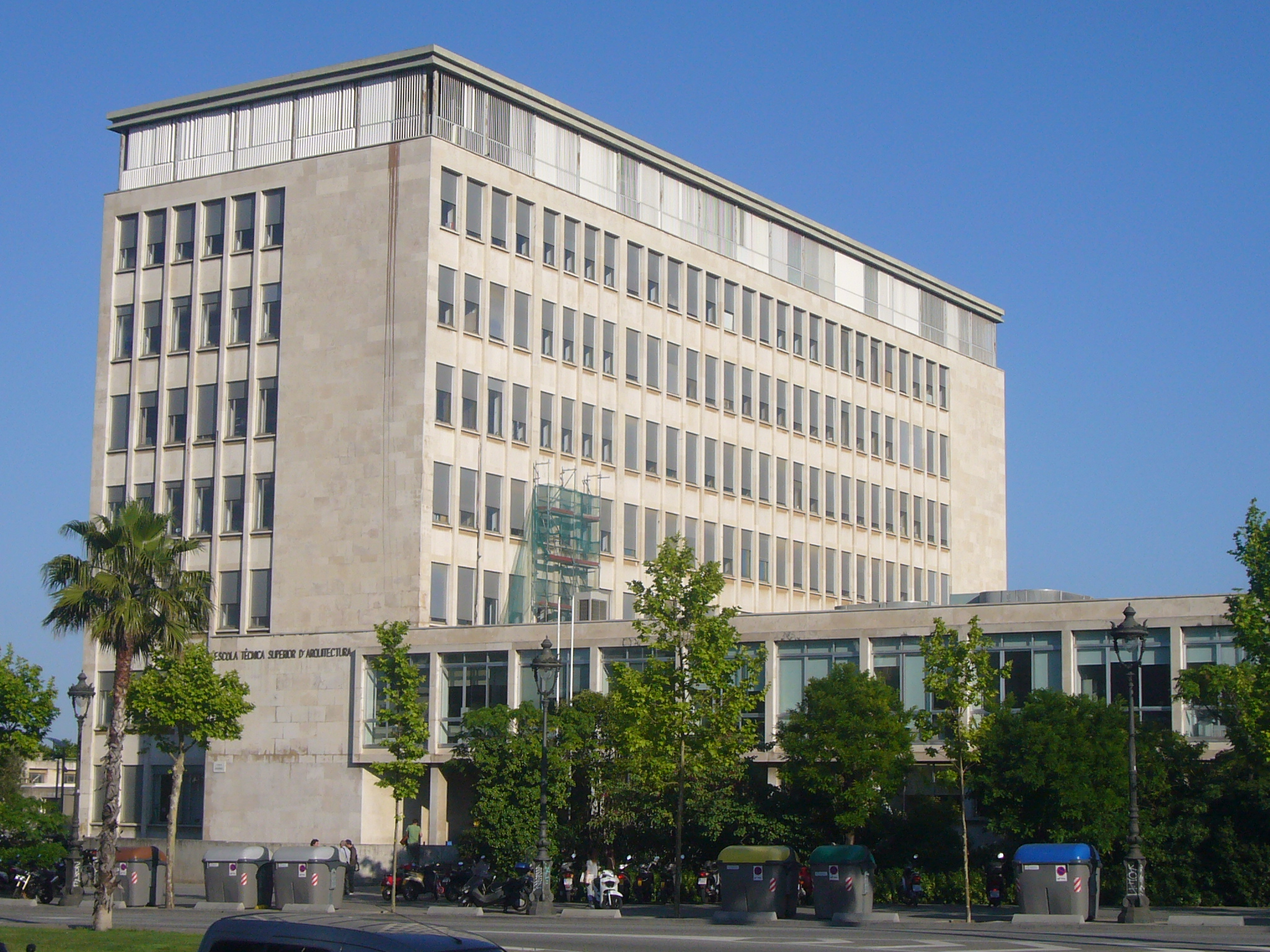
Fachada da instituição
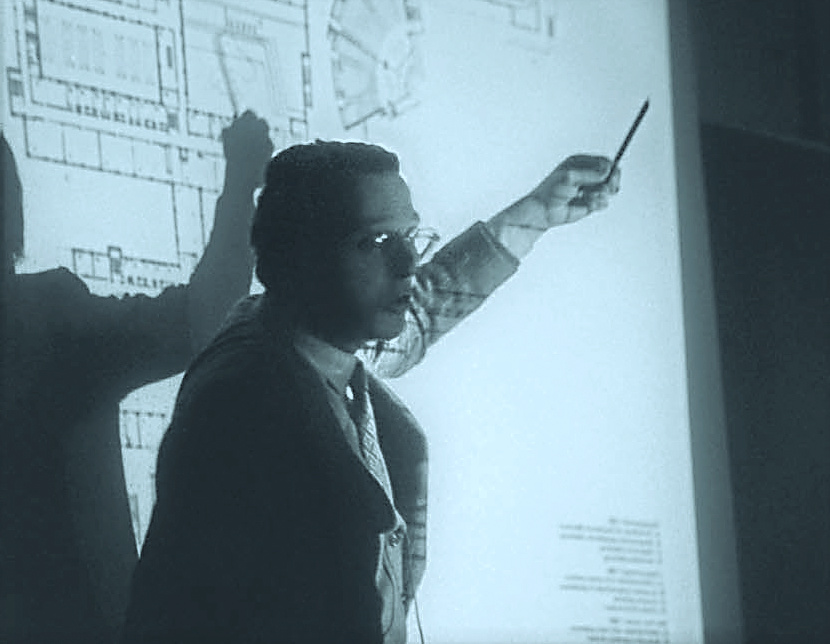
Rafael Moneo como professor da ETSAB, 1981

## Alunos e professores ilustres
- Rafael Moneo
- Antoni Gaudi
- Bjarke Ingels
- Josep Maria Montaner
- Beatriz Colomina
- Enric Miralles
- Josep Antonio Coderch
- Ricardo Bofill
- Josep Lluis Sert
- Manuel de Solà-Morales i Rubió
- Jordi Bonet i Armengol
- Josep Lluís Mateo
- Ignasi de Solà-Morales i Rubió
- Carme Pinós
- Isidre Puig i Boada
- Oriol Bohigas
- Carlos Ferrater
- Ramón Vilalta
- Josep Puig i Cadafalch
- Benedetta Tagliabue
- Pedro Azara